# Maraton Belgradzki
Maraton Belgradzki (ser. Београдски маратон) – Bieg maratoński organizowany corocznie w okolicach kwietnia w Belgradzie od 1988 roku.

## Historia
Maraton w Belgradzie jest jednym z największych wydarzeń sportowych w Serbii. Pierwszy nowoczesny maraton odbył się 8 maja 1988, a jego trasa rozpoczynała się przed budynkiem Zgromadzenia Narodowego Republiki Serbii. Pierwotnie długość trasy wynosiła 46,7 kilometra, ale od 1990 roku dystans wynosi standardowe 42 kilometry i 195 metrów.
Bieg organizowany jest przez klub sportowy Partizan Belgrad. Samorząd miasta Belgrad oraz służby porządkowe pomagają w organizacji wydarzenia. Rada miasta w Belgradzie uznała maraton za „wydarzenie o szczególnym znaczeniu”.
Bombardowanie Jugosławii przez NATO w 1999 roku nie przeszkodziło w maratonie. 17 kwietnia wyścig odbył się, jednak około 40 biegaczy z dziewięciu krajów przekroczyło wspólnie linię mety po 3 godzinach 15 minutach i 16 sekundach. Biegaczami z krajów NATO byli Seine Brenson z USA oraz Michael Turzyński i Heinz Lorber z Niemiec. Turzyński i Lorber zostali później założycielami niemieckiego stowarzyszenia 100 Marathon Club.
W 2006 roku zwycięzcom maratonu przysługiwały nagrody pieniężne:
| Mężczyźni | Mężczyźni |
| Miejsce   | Nagroda   |
| --------- | --------- |
| 1.        | 5000 €    |
| 2.        | 4000 €    |
| 3.        | 3000 €    |
| 4.        | 2000 €    |
| 5.        | 2000 €    |
| 6.        | 1000 €    |
| Kobiety   |           |
| Miejsce   | Nagroda   |
| 1.        | 5000 €    |
| 2.        | 4000 €    |
| 3.        | 3000 €    |
| 4.        | 2000 €    |

## Zwycięzcy

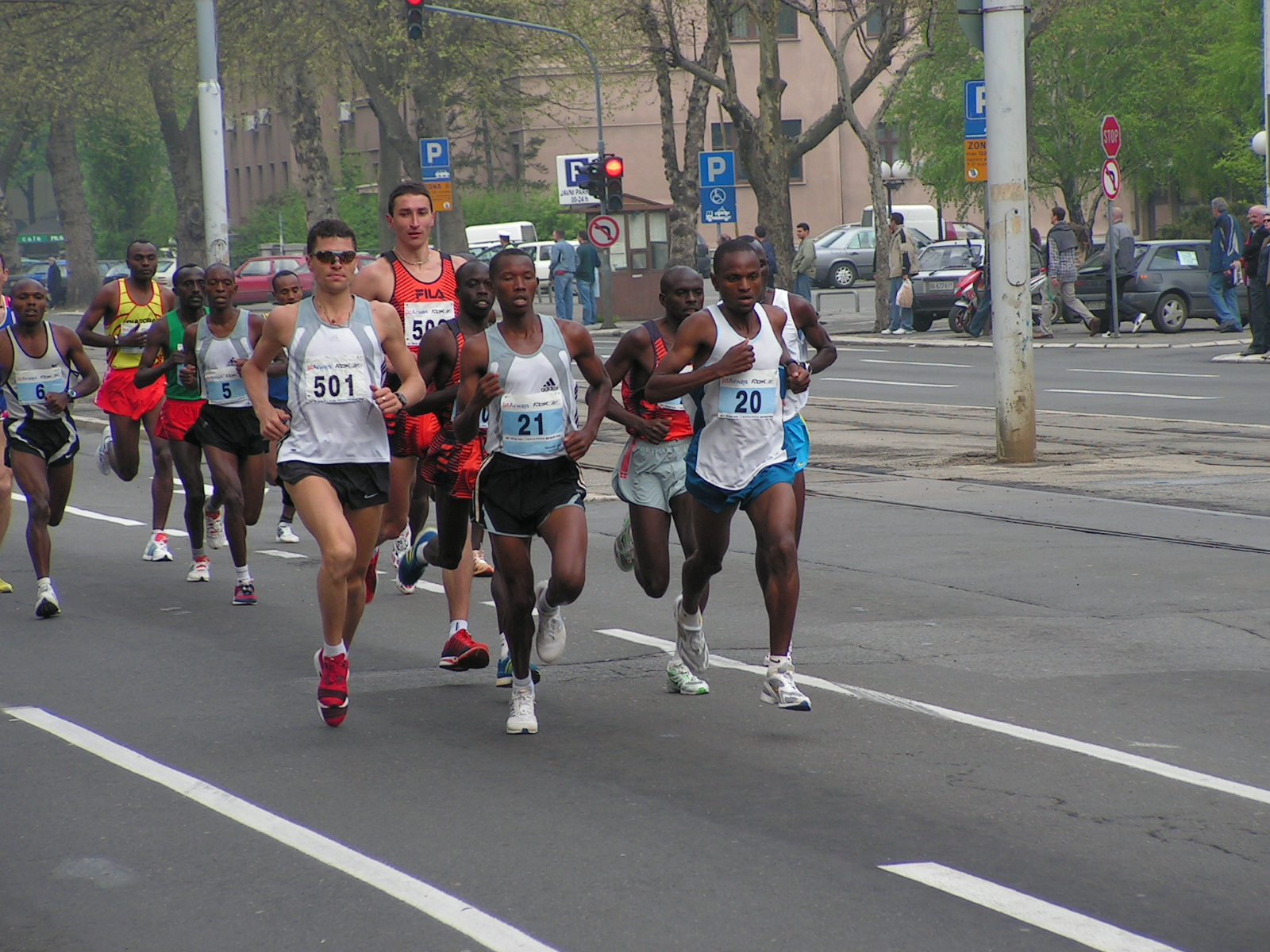
Uczestnicy biegu w 2006 roku

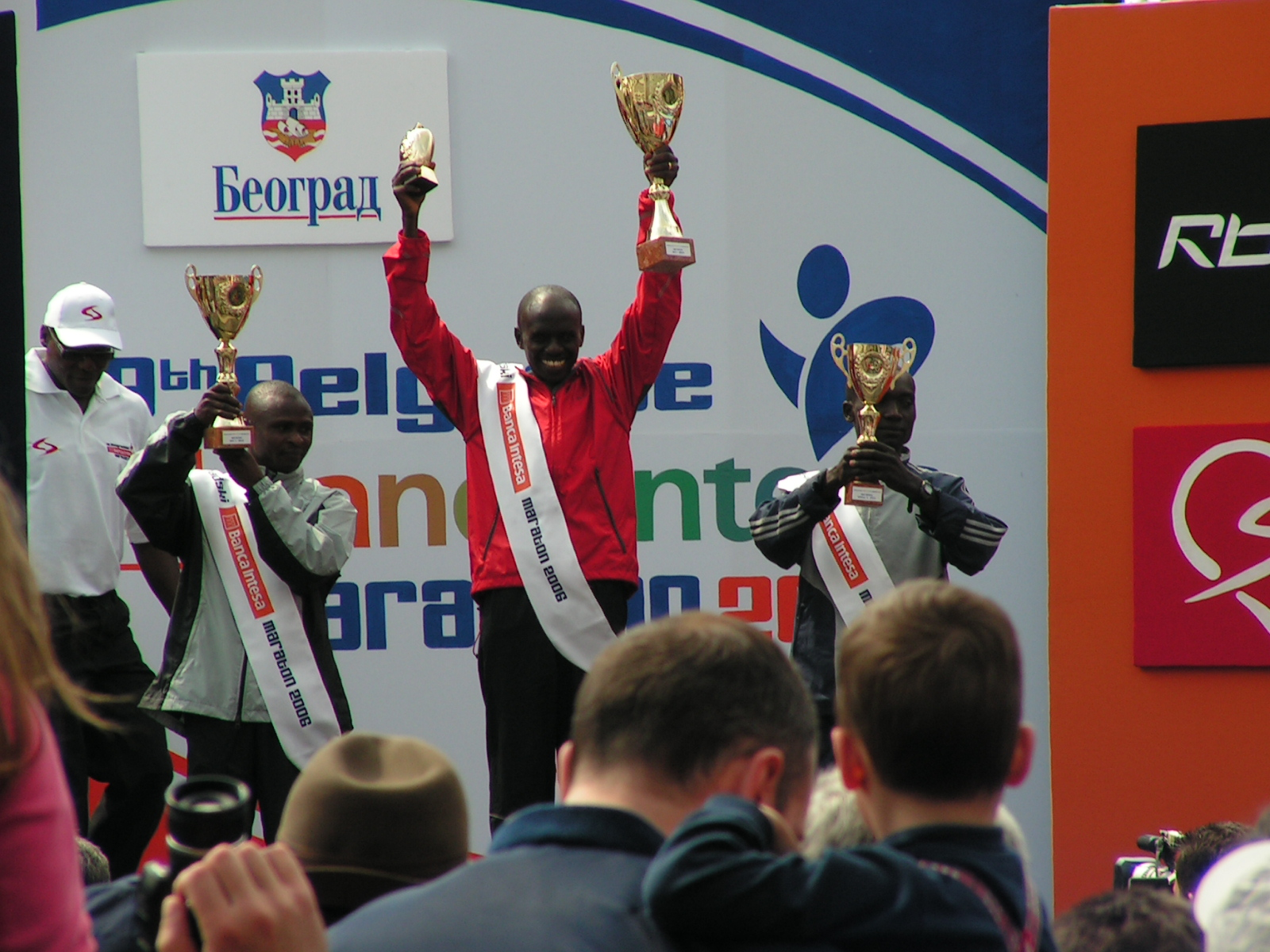
William Kwambai Kipchumba na podium w 2008 roku

| Edycja | Data                 | Mężczyźni                                                                                                | Narodowość                                                                                               | Czas (g:m:s)                                                                                             | Kobiety                                                                                                  | Narodowość                                                                                               | Czas (g:m:s) |
| ------ | -------------------- | --- | --- | --- | --- | --- | ------------ |
| 1.     | 5 maja 1990          | Joseph Nzau                                                                                              | Kenia | 2:19:32                                                                                                  | Suzana Ćirić                                                                                             | Jugosławia                                                                                               | 2:45:09      |
| 2.     | 4 maja 1991          | Agapius Masong                                                                                           | Tanzania                                                                                                 | 2:16:23                                                                                                  | Carla Malisová                                                                                           | Czechosłowacja                                                                                           | 2:47:10      |
| 3.     | 25 kwietnia 1992     | Nicolas Nyengerai                                                                                        | Zimbabwe                                                                                                 | 2:16:07                                                                                                  | Garifa Blaizanova                                                                                        | Kazachstan                                                                                               | 2:45:12      |
| 4.     | 24 kwietnia 1993     | Jacob Ngunzu                                                                                             | Kenia | 2:16:09                                                                                                  | Suzana Ćirić                                                                                             | Serbia i Czarnogóra                                                                                      | 2:40:27      |
| 5.     | 23 kwietnia 1994     | Vladimir Bukhanov                                                                                        | Ukraina                                                                                                  | 2:12:28                                                                                                  | Cristina Pomacu                                                                                          | Rumunia                                                                                                  | 2:33:08      |
| 6.     | 22 kwietnia 1995     | Vladimir Kotov                                                                                           | Białoruś                                                                                                 | 2:14:00                                                                                                  | Izabela Zatorska                                                                                         | Polska                                                                                                   | 2:40:27      |
| 7.     | 20 kwietnia 1996     | Hussein Salah                                                                                            | Dżibuti                                                                                                  | 2:14:15                                                                                                  | Izabela Zatorska                                                                                         | Polska                                                                                                   | 2:36:51      |
| 8.     | 19 kwietnia 1997     | Josephat Ndeti                                                                                           | Kenia | 2:13:38                                                                                                  | Irina Bogaczowa                                                                                          | Kirgistan                                                                                                | 2:34:57      |
| 9.     | 25 kwietnia 1998     | Reuben Chebutich                                                                                         | Kenia | 2:12:51                                                                                                  | Irina Bogaczowa                                                                                          | Kirgistan                                                                                                | 2:32:07      |
| 10.    | 17 kwietnia 1999     | W ramach sprzeciwu wobec Operacji Allied Force wszyscy uczestnicy przybiegli na metę w tym samym czasie. | W ramach sprzeciwu wobec Operacji Allied Force wszyscy uczestnicy przybiegli na metę w tym samym czasie. | W ramach sprzeciwu wobec Operacji Allied Force wszyscy uczestnicy przybiegli na metę w tym samym czasie. | W ramach sprzeciwu wobec Operacji Allied Force wszyscy uczestnicy przybiegli na metę w tym samym czasie. | W ramach sprzeciwu wobec Operacji Allied Force wszyscy uczestnicy przybiegli na metę w tym samym czasie. | 3:15:16      |
| 11.    | 22 kwietnia 2000     | Thabiso Moqhali                                                                                          | Lesotho                                                                                                  | 2:15:08                                                                                                  | Cristina Pomacu                                                                                          | Rumunia                                                                                                  | 2:36:54      |
| 12.    | 21 kwietnia 2001     | Mluleki Nobanda                                                                                          | Południowa Afryka                                                                                        | 2:15:11                                                                                                  | Cristina Pomacu                                                                                          | Rumunia                                                                                                  | 2:29:44      |
| 13.    | 20 kwietnia 2002     | Geoffrey Kinyua                                                                                          | Kenia | 2:18:48                                                                                                  | Rodica Chiriță                                                                                           | Rumunia                                                                                                  | 2:40:55      |
| 14.    | 18 października 2003 | Benson Ogato                                                                                             | Kenia | 2:14:48                                                                                                  | Żanna Małkowa                                                                                            | Rosja | 2:40:24      |
| 15.    | 24 kwietnia 2004     | Christopher Isengwe                                                                                      | Tanzania                                                                                                 | 2:12:53                                                                                                  | Rose Nyangacha                                                                                           | Kenia | 2:35:55      |
| 16.    | 23 kwietnia 2005     | Medeksa Derba                                                                                            | Etiopia                                                                                                  | 2:12:10                                                                                                  | Inga Abitowa                                                                                             | Rosja | 2:38:20      |
| 17.    | 22 kwietnia 2006     | Japhet Kosgei                                                                                            | Kenia | 2:10:54                                                                                                  | Halina Karnatsevich                                                                                      | Białoruś                                                                                                 | 2:34:35      |
| 18.    | 21 kwietnia 2007     | John Maluni                                                                                              | Kenia | 2:11:53                                                                                                  | Olivera Jevtić                                                                                           | Serbia                                                                                                   | 2:35:46      |
| 19.    | 19 kwietnia 2008     | William Kipchumba                                                                                        | Kenia | 2:14:03                                                                                                  | Natalia Chatkina                                                                                         | Białoruś                                                                                                 | 2:46:24      |
| 20.    | 18 kwietnia 2009     | Victor Kigen                                                                                             | Kenia | 2:13:28                                                                                                  | Anne Kosgei                                                                                              | Kenia | 2:34:51      |
| 21.    | 18 kwietnia 2010     | Johnstone Maiyo                                                                                          | Kenia | 2:16:23                                                                                                  | Hellen Mugo                                                                                              | Kenia | 2:41:19      |
| 22.    | 17 kwietnia 2011     | Gebrselassie Tsegaye                                                                                     | Etiopia                                                                                                  | 2:14:41                                                                                                  | Frasiah Waithaka                                                                                         | Kenia | 2:34:31      |
| 23.    | 22 kwietnia 2012     | James Barmasai                                                                                           | Kenia | 2:16:01                                                                                                  | Mary Ptikani                                                                                             | Kenia | 2:42:47      |
| 24.    | 21 kwietnia 2013     | Edwin Kitum                                                                                              | Kenia | 2:19:34                                                                                                  | Olivera Jevtić                                                                                           | Serbia                                                                                                   | 2:36:12      |
| 25.    | 27 kwietnia 2014     | Bernard Talam                                                                                            | Kenia | 2:14:35                                                                                                  | Valary Aiyabei                                                                                           | Kenia | 2:37:08      |
| 26.    | 18 kwietnia 2015     | Silas Sang                                                                                               | Kenia | 2:14:42                                                                                                  | Abebu Gelan                                                                                              | Etiopia                                                                                                  | 2:34:14      |
| 27.    | 17 kwietnia 2016     | Albert Rop                                                                                               | Kenia | 2:23:59                                                                                                  | Stella Barsosio                                                                                          | Kenia | 2:43:41      |
| 28.    | 22 kwietnia 2017     | Stephen Katam                                                                                            | Kenia | 2:21:12                                                                                                  | Olivera Jevtić                                                                                           | Serbia                                                                                                   | 2:38:03      |
| 29.    | 21 kwietnia 2018     | Kristijan Stošić                                                                                         | Serbia                                                                                                   | 2:45:23                                                                                                  | Nora Trklja                                                                                              | Serbia                                                                                                   | 3:08:46      |
| 30.    | 14 kwietnia 2019     | Isaac Kiprop                                                                                             | Kenia | 2:16:54                                                                                                  | Judith Jeptum                                                                                            | Kenia | 2:45:04      |